# Castell de Himeji
El Castell de Himeji (姫路城, Himeji-jō) és un castell japonès a la ciutat costanera de Himeji, a la Prefectura de Hyōgo, a uns 47 km a l'oest de Kobe. És un dels edificis més antics del Japó medieval que encara sobreviu en bones condicions. La torre principal data de 1601. Durant gairebé set-cents anys, el castell d'Himeji s'ha mantingut intacte, fins i tot durant el bombardeig de Himeji a la Segona Guerra Mundial i els desastres naturals, inclòs el Gran terratrèmol de Kobe de 1995.
Va ser designat com Patrimoni de la Humanitat per la UNESCO el 1993 i és un Tresor Nacional del Japó. Juntament amb el castell Matsumoto i el castell Kumamoto, és un dels Tres Famosos Castells del Japó, i és el castell més visitat del país. Se'l coneix de vegades amb el nom de Hakuro-jō o Shirasagi-jō (Castell del Martinet Blanc o Castell de la Grua Blanca) pel color blanc lluent de l'exterior i la forma que s'enlaira.
El castell sovint serveix com escenari de pel·lícules i sèries de ficció, fins i tot localitzades en altres castells, com pot ser l'antic i desaparegut Castell Edo a Tòquio, cosa que reforça el paper de Himeji com a prototip del castell japonès. És també un punt de referència important a la ciutat perquè pot ser vist des de molts indrets com que és adalt d'un pujol.

## Disseny

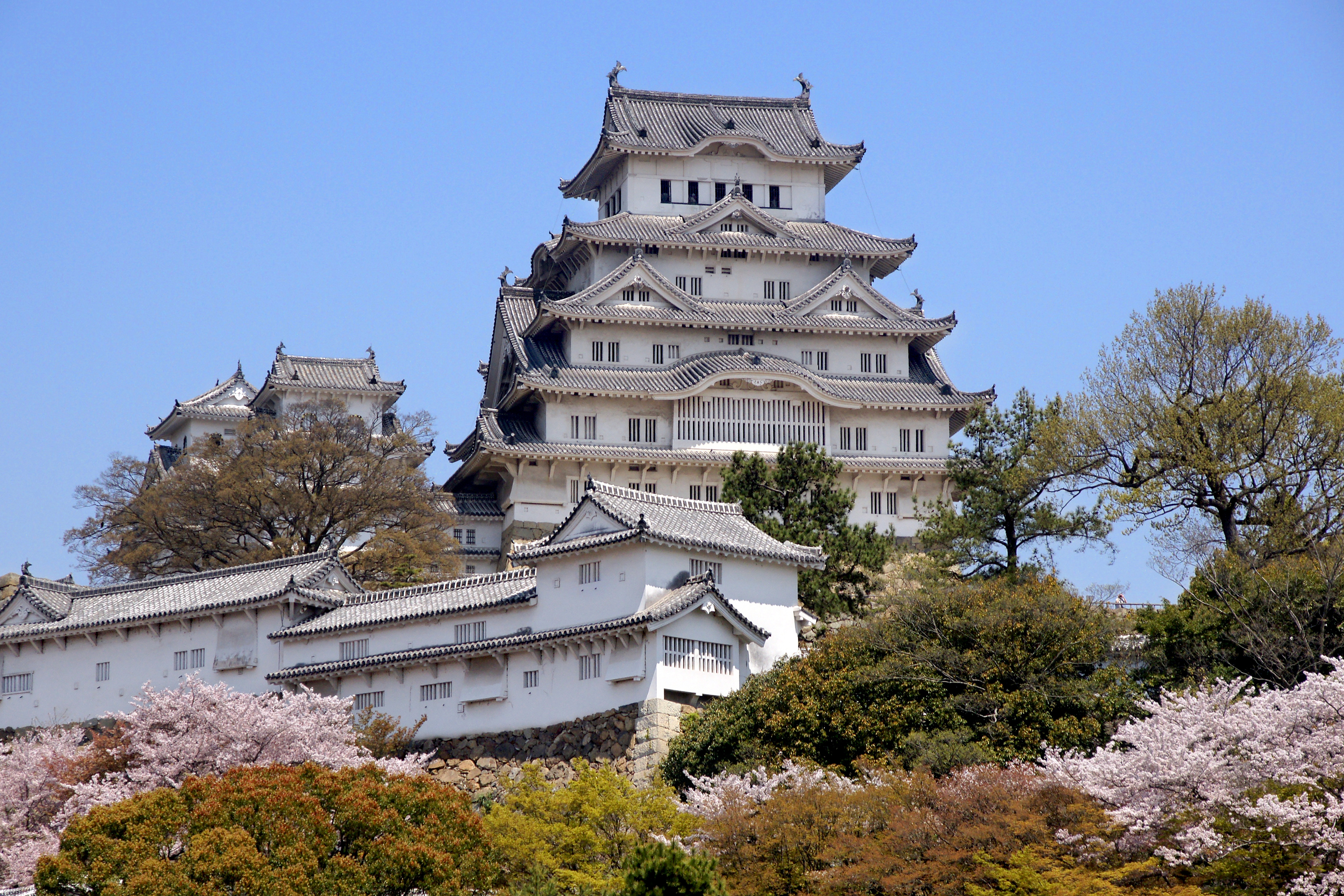
Vista de la torre principal del castell, o donjon.

Himeji és un model clàssic de castell japonès, ja que té moltes de les característiques defensives i arquitectòniques que se'ls associa: bases de fonaments de pedra, parets recobertes de calç i l'organització dels edificis dins del complex. A Himeji també hi ha altres característiques típiques, inclosos els emplaçaments d'armes o els espiells per llençar rocs, entre d'altres.
Un dels elements defensius més importants del castell és l'accés laberíntic a la torre principal, o donjon. A diferència dels castells europeus, el Castell Himeji té un laberint de portes, murs i muralles organitzat a l'interior fet per a confondre les forces invasores i poder-les atacar d'una manera més ràpida i eficient. El castell però mai va ser atacat i, per tant, el sistema mai va ser posat a prova.

## Història

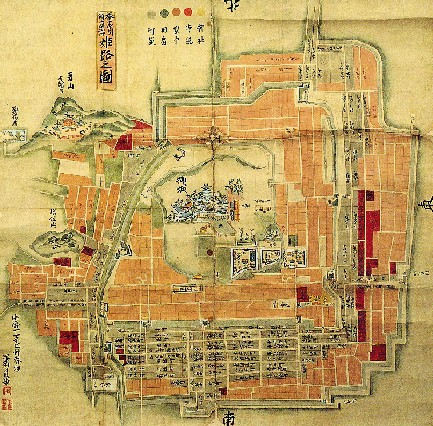
Plànol del castell datat en 1761, amb detalls dels camins, seccions i la torre central

El castell va ser concebut i construït durant l'era Nanboku-chō en el període Muromachi. En aqueix temps va ser conegut com Castell Himeyama. El 1346 Akamatsu Sadanori va planejar la construcció d'un castell a la base del turó Himeji, on justament Akamatsu Norimura va construir el temple de Shomyoji. Després que el clan Akamatsu fos derrotat durant la Guerra Kakitsu, el clan Yamana es va apoderar del castell per un temps breu, fins que el clan Akamatsu novament el va recuperar poc després de la Guerra Ōnin.
El 1580 Toyotomi Hideyoshi va prendre control del castell i Kuroda Yoshitaka va construir-hi una torre de tres plantes. Després de la batalla de Sekigahara el 1601, Tokugawa Ieyasu va cedir el castell a Ikeda Terumasa. Ikeda va fer-hi un projecte d'expansió que va durar vuit anys i ha donat al castell la seva forma actual. L'última addició important, el Cercle Occidental, va ser completada el 1618.

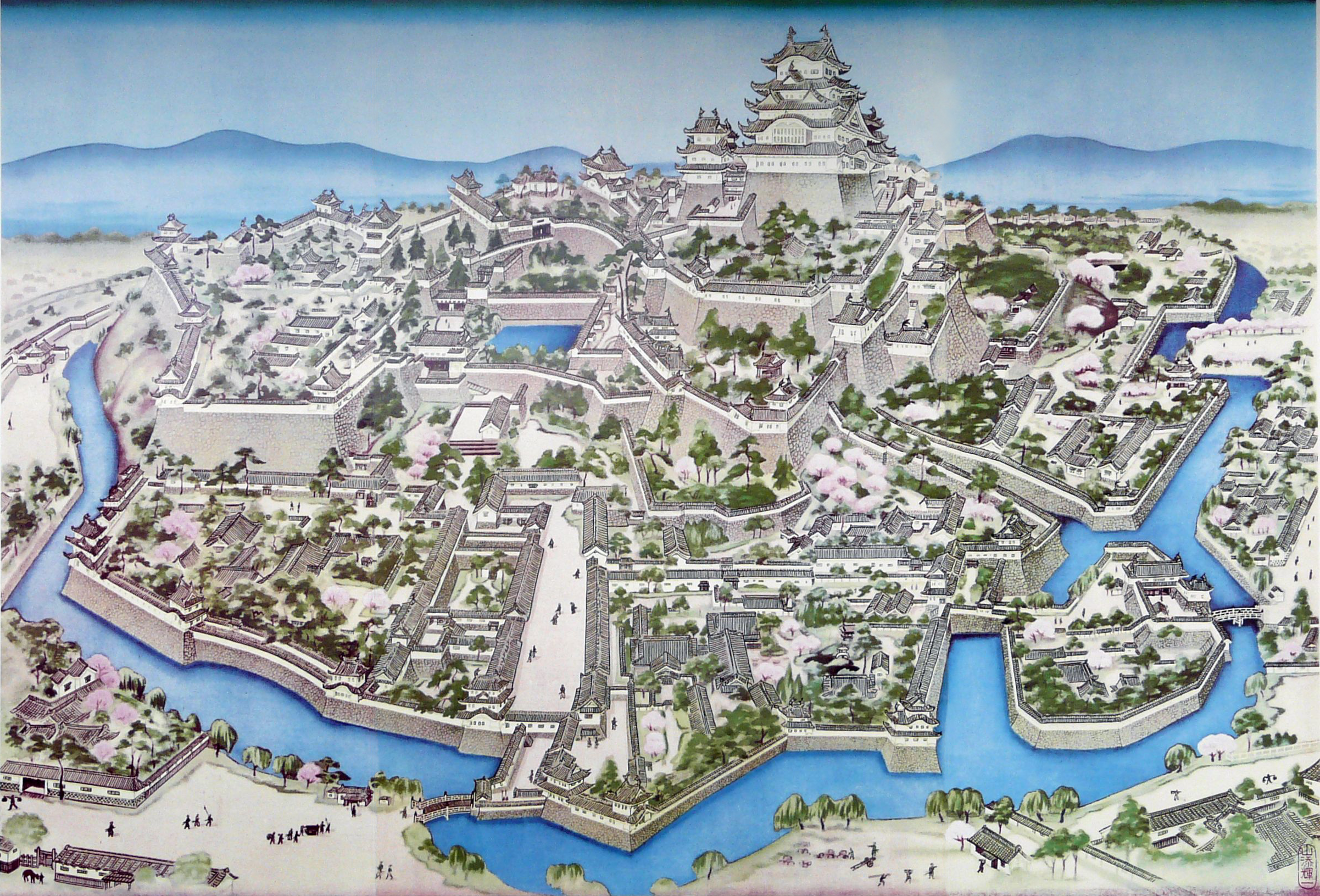
Gravat que mostra el sistema de laberints del castell, destacant-se la torre central sobre el turó de Himeji

Himeji va ser una de les últimes resistències dels tozama daimyō al final del període Edo. Va ser mantingut pels descendents de Sadai Tadasuni fins a la Restauració Meiji. El 1868 el nou govern japonès va enviar l'exèrcit d'Okayama, sota el comandament d'un descendent d'Ikeda Terumasa, a bombardejar el castell i sotmetre els seus ocupants.
Quan es va abolir el sistema han el 1871, el castell va ser venut en una subhasta pública per un valor de 23 ien i 50 sen (uns 150 euros actuals). No obstant això, el cost de desmantellar el castell era irrisori, i com a resultat el castell va ser abandonat.
El Desè Regiment d'Infanteria va ocupar el castell el 1874 i el Ministeri de Guerra en va prendre control el 1879. La torre principal va ser renovada el 1910 per al preu de 90.000 ien, pagat pels fons públics.
La ciutat de Himeji fou bombardejada el 1945, al final de la Segona Guerra Mundial. Tot i que la major part de l'àrea circumdant va ser incinerada completament, el castell va sobreviure quasi enterament, excepte per uns pocs impactes de les explosions properes.
Els esforços per restaurar el castell van començar el 1956, amb equip i mètodes de construcció tradicionals, i la restauració va ser finalitzada el 1964.

## Seccions i portes

### Nishinomaru
Nishinomaru a l'ala oest del castell és una de les seccions més famoses a part de la torre principal. En aquest sector va viure Senhime, la filla del shōgun Tokugawa Hidetada el 1615 i que durant onze anys va ser esposa d'Honda Tadatoki, encara que la mort d'aquest el 1626 va obligar Senhime a tornar a Edo, cabdal del shogunat. Encara que actualment la majoria de l'ala és en ruïnes existeixen uns quants pavellons en millor estat com el Hyakkenroka (llarg corredor) i el Keshō yagura (pavelló de les dones), aquest últim es creu que va ser el saló on Senhime es vestia.

### Aburakabe
Les parets d'Aburakabe, darrere de la porta Ho, no són de guix blanc, sinó que són fetes d'argila, calç i graveta, es creu que aquesta secció data del temps de Toyotomi Hideyoshi.

### Pou d'Okiku
El Pou d'Okiku és al peu de la torre Bizenmaru. La llegenda conta que hi viu un fantasma d'una serventa del castell que va ser executada en ser acusada de furtar un plat valuós.

### Jardí Koko-en
El Jardí Koko-en va ser reconstruït a partir de les excavacions de les ruïnes de la gran mansió de la zona oest. En aquest parc s'ha pogut reconstruir els carrers, els habitatges, les tapies, la porta Nagayamon, el portal principal de l'entrada al parc i uns nou jardins més dins del conjunt.

## Impacte cultural
El castell d'Himeji és conegut sovint com a Hakuro-jō o Shirasagi-jō (Castell de l'Agruta Blanca o Castell de l'Agnet Blanc) a causa del seu exterior blanc brillant i la suposada semblança amb un ocell en vol. El castell ha aparegut àmpliament en pel·lícules estrangeres i japoneses, com ara la pel·lícula de James Bond  Només es viu dues vegades  (1967), i Kagemusha (1980) i Ran (1985) d’Akira Kurosawa. A la minisèrie de televisió Shōgun (1980) va servir com a substitut del castell d'Osaka de l'època feudal. Als videojocs Civilization Revolution i Civilization V, el castell d'Himeji es pot construir com una meravella del món. També es pot trobar com un Gran Edifici a Forge of Empires.
El 2023, el Grup LEGO va llançar una maqueta del castell de Himeji en la sèrie LEGO Architecture.

### Tradició i llegenda

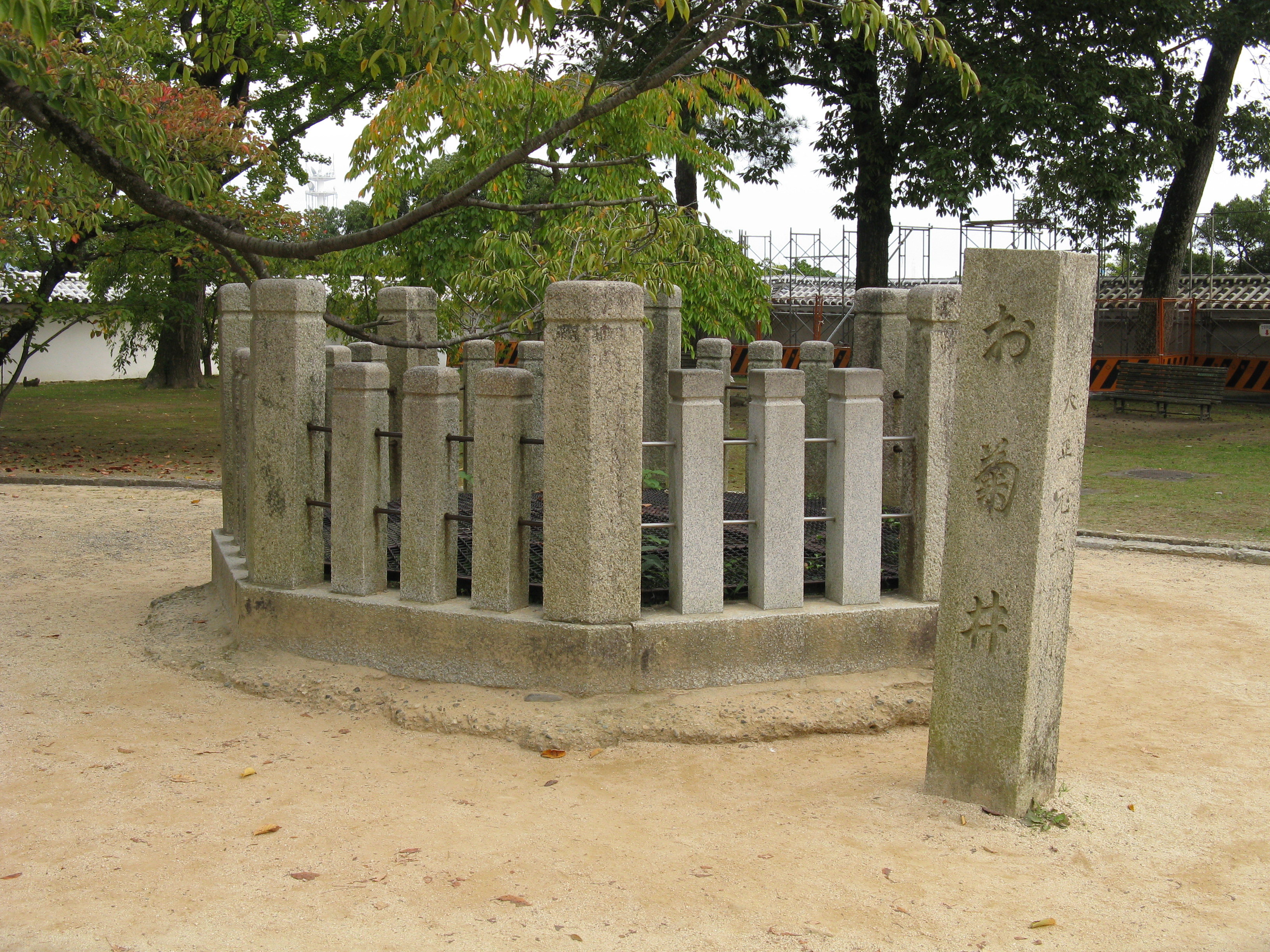
Pou d'Okiku

#### La Mansió Dish a Banchō
El castell d'Himeji està associat amb diverses llegendes locals. El conegut kaidan (o història japonesa de fantasmes) de Banchō Sarayashiki (番町皿屋敷, La Mansió Dish a Banchō) està ambientat a Edo (Tòquio), però una variant anomenada Banshū Sarayashiki (播州皿屋敷, La Mansió Dish a la província de Harima). Hi ha una afirmació controvertida que el castell és l'emplaçament autèntic de tota la llegenda, i el suposat Pou d'Okiku roman al castell fins avui. Segons la llegenda, Okiku va ser acusat falsament de perdre plats que eren valuosos tresors familiars, i després va ser assassinat i llançat al pou. El seu fantasma va romandre rondant el pou a la nit, comptant plats amb un to desanimat.

#### Osakabehime
Es diu que el castell d'Himeji està habitat per la yōkai Osakabehime, que viu a la torre del castell i evita els humans, a qui odia. En algunes llegendes, pren la forma d'una dona gran (o d'uns 30 anys) amb un quimono cerimonial de dotze capes. Pot llegir la ment humana i controlar els yōkai inferiors, semblants a animals, els kenzokushin.

#### Ubagaishi
La llegenda de la Old Widow's Stone (姥が石, Ubagaishi) és una altra història folklòrica associada al castell. Segons la llegenda, Toyotomi Hideyoshi es va quedar sense pedres quan va construir la torre original de tres pisos, i una dona gran va sentir parlar del seu problema. Ella li va donar la seva mola de mà tot i que la necessitava per al seu ofici. Es deia que la gent que va sentir la història es va inspirar i també va oferir pedres a Hideyoshi, accelerant la construcció del castell. Fins avui, la suposada pedra es pot veure coberta amb una xarxa de filferro al mig d'una de les parets de pedra del complex del castell.

#### Sakurai Genbei
També hi ha una història folklòrica associada amb Sakurai Genbei, que va ser el mestre fuster d’Ikeda Terumasa en la construcció de la torre de l'homenatge. Segons la llegenda, Sakurai no era satisfet amb la qualitat de construcció, perquè la torre s'inclinava una mica cap al sud-est. Finalment, es va desesperar i va pujar a la part superior de la torre de l'homenatge, on va saltar cap a la seva mort amb un cisell a la boca.

## Festivitats
Anualment són dedicats dos dies especialment per al Castell Himeji:
- El Festival Kanokai (primer diumenge d'abril), que se celebra el hanami o contemplació dels cirerers en flor.
- La Festa del Castell Himeji (començaments d'agost), on tot el públic pot visitar el castell, tant el seu exterior com el seu interior.

## Galeria d'imatges

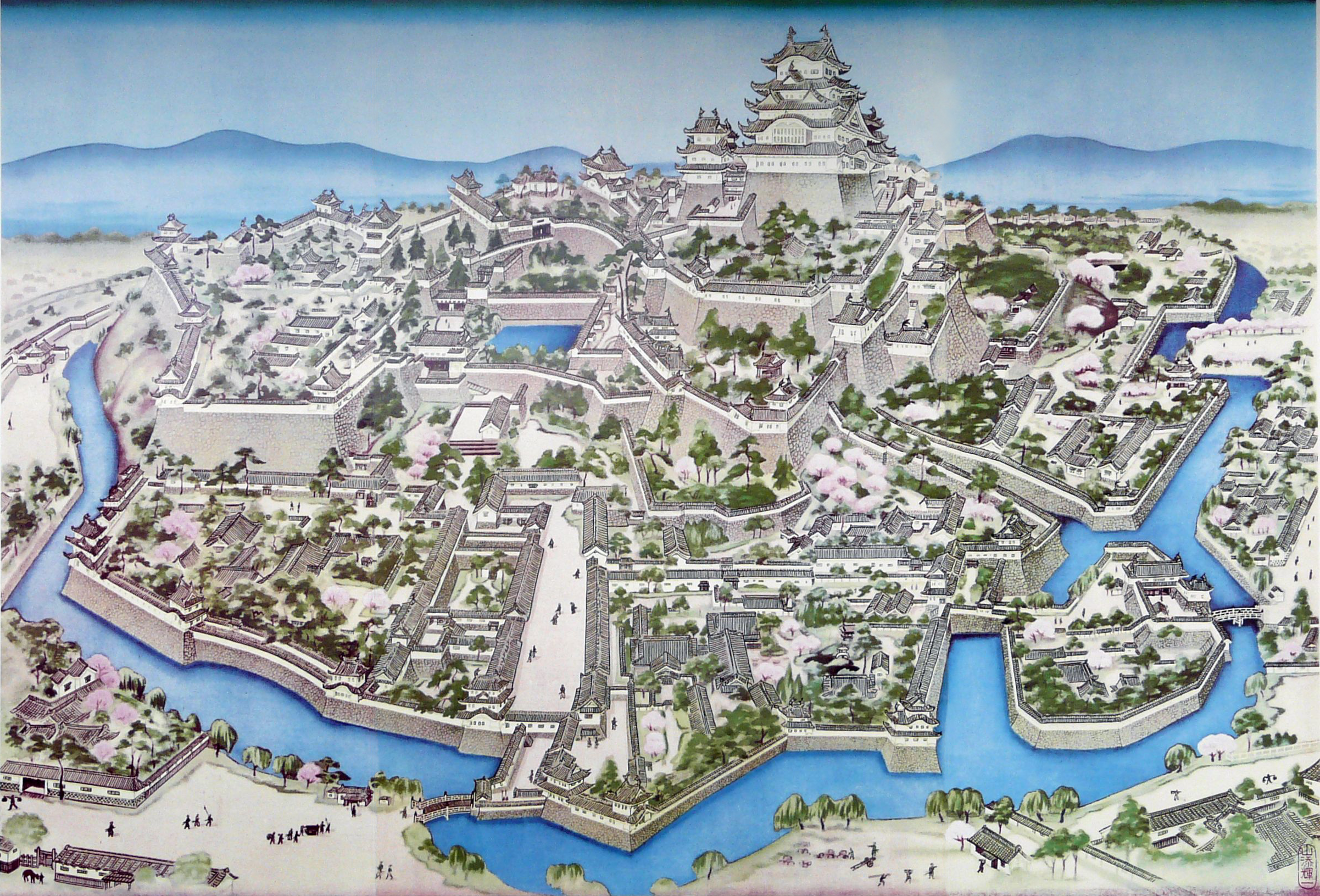
Presentació artística del complex del castell de Himeji
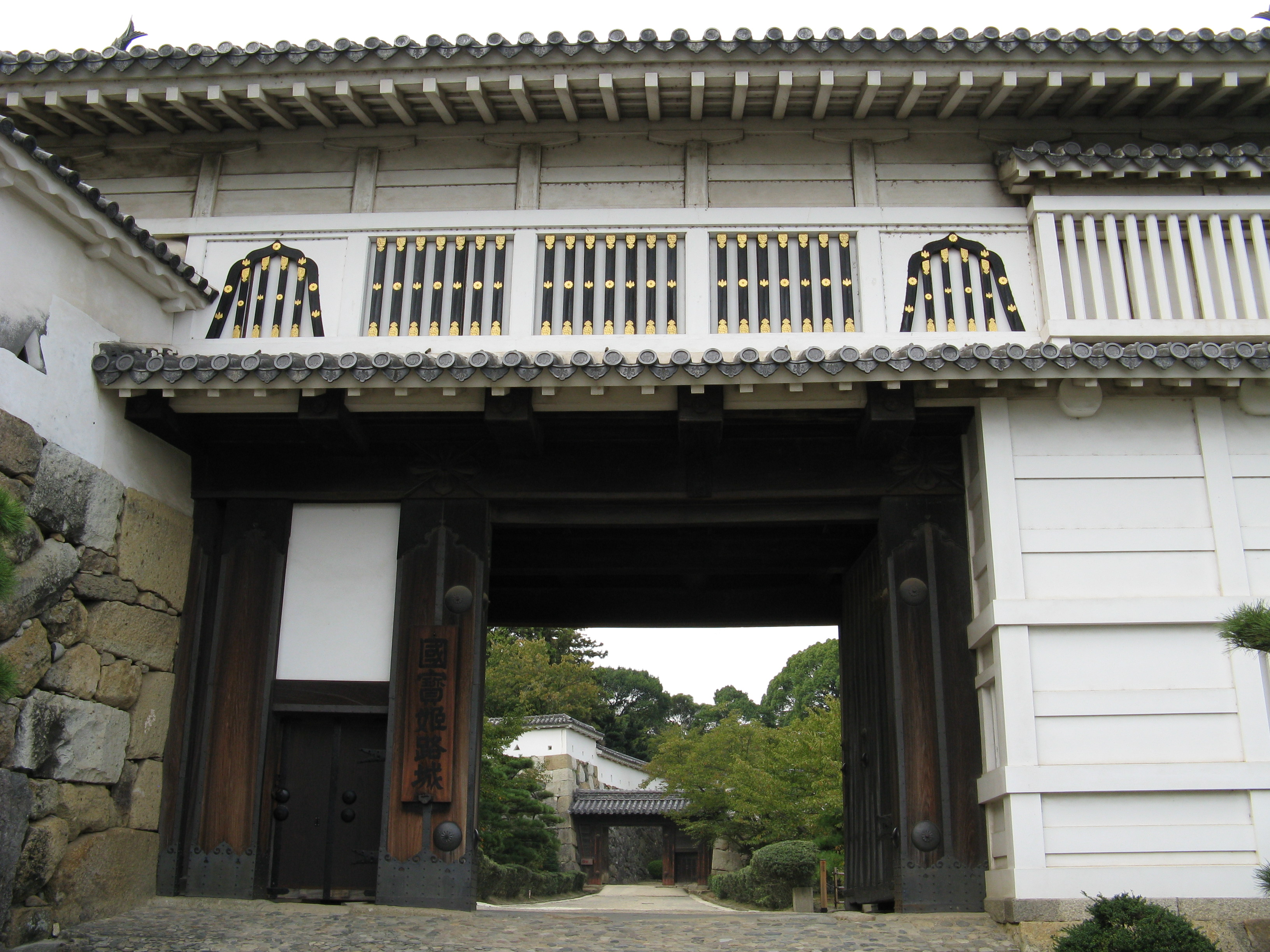
Himeji en una nit sense lluna
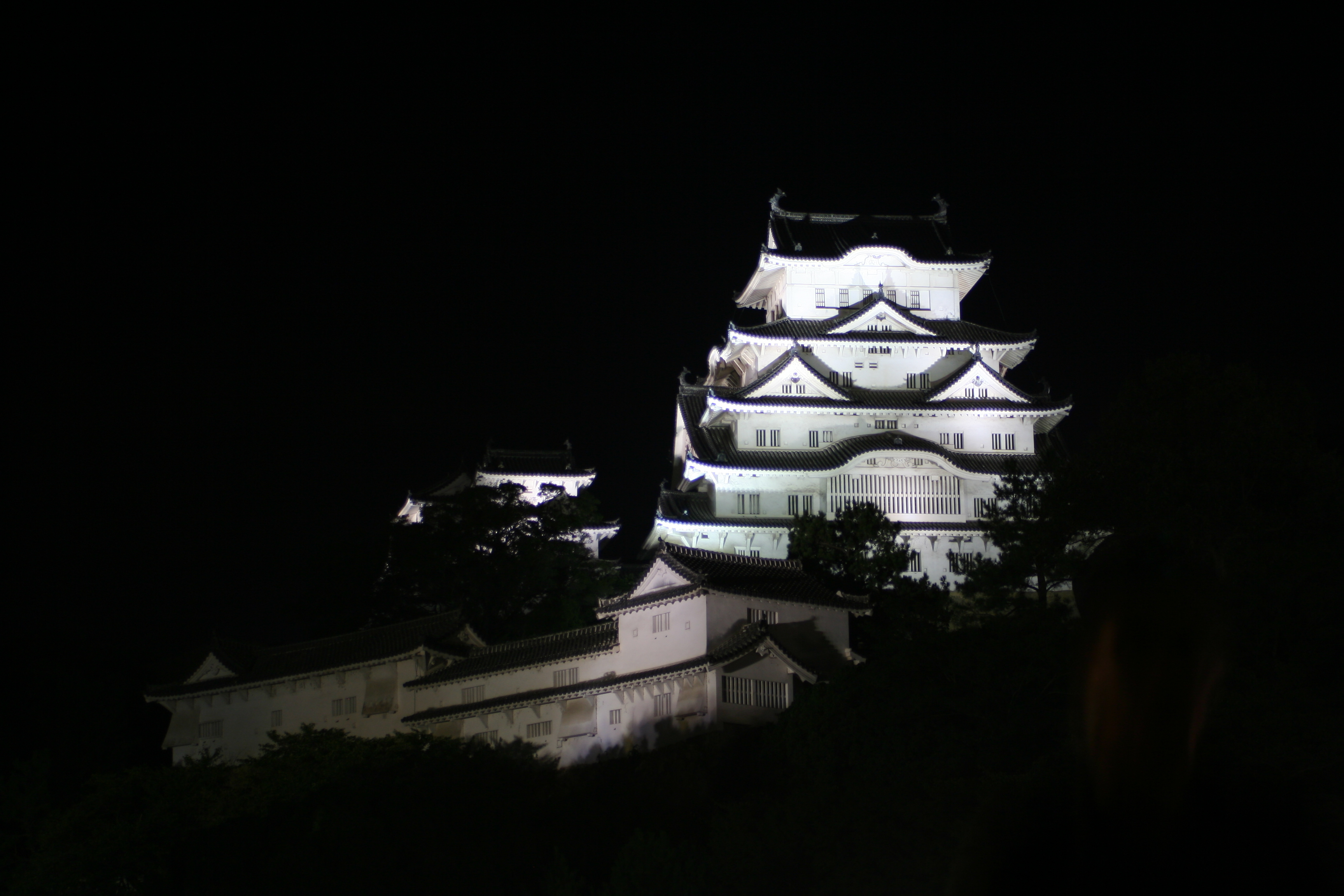
Himeji 2009.
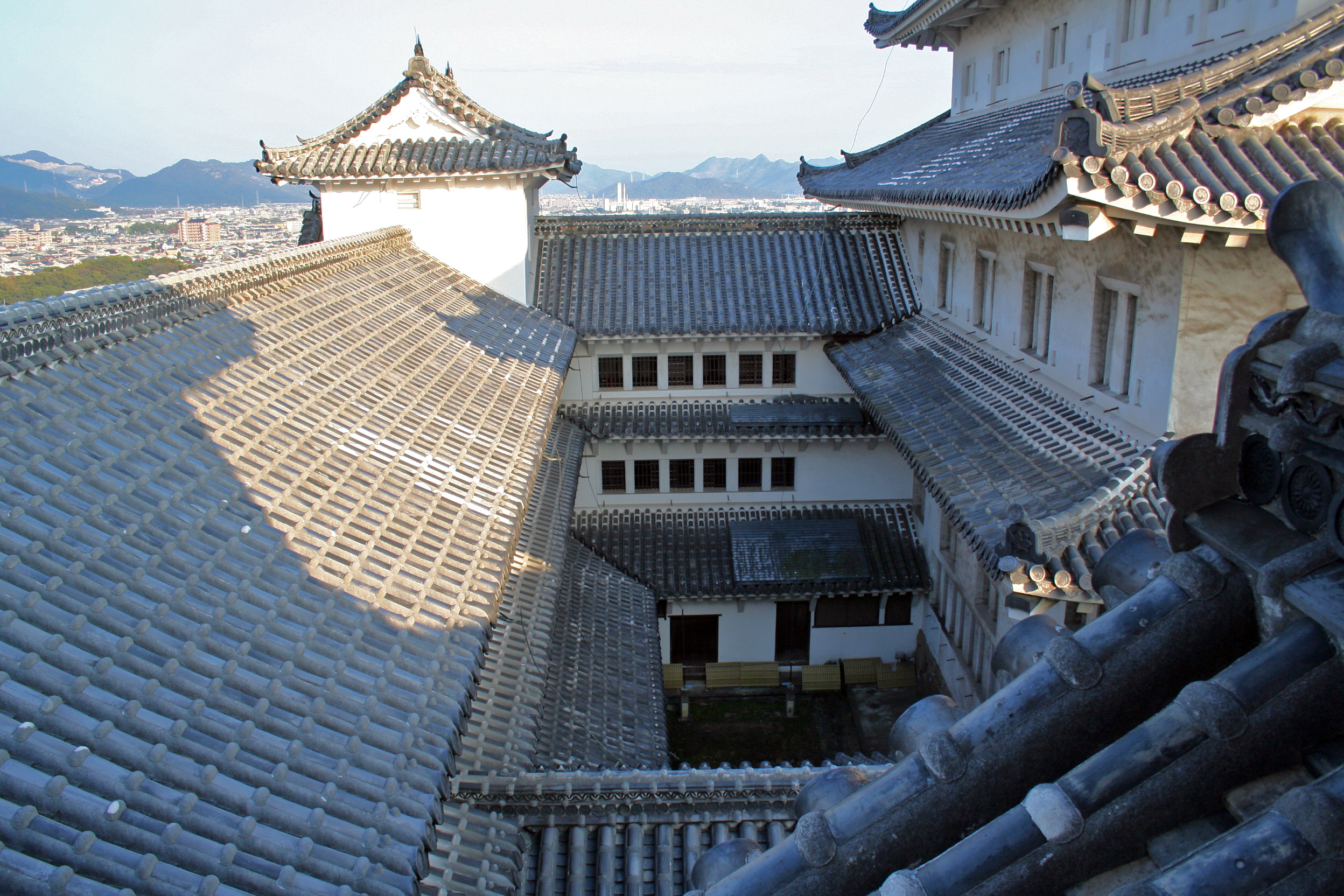
Teulades de Himeji
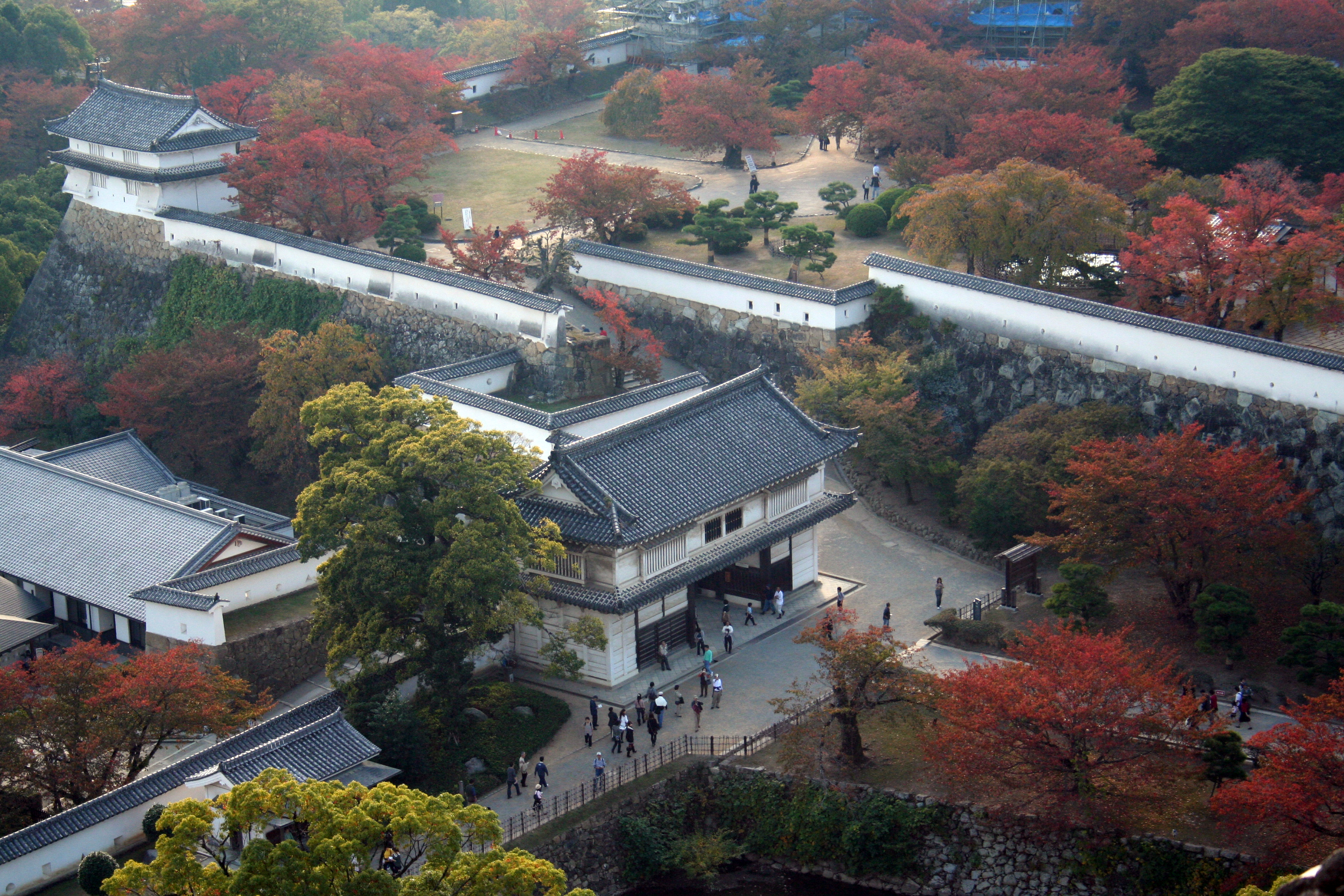
Vista de Himeji
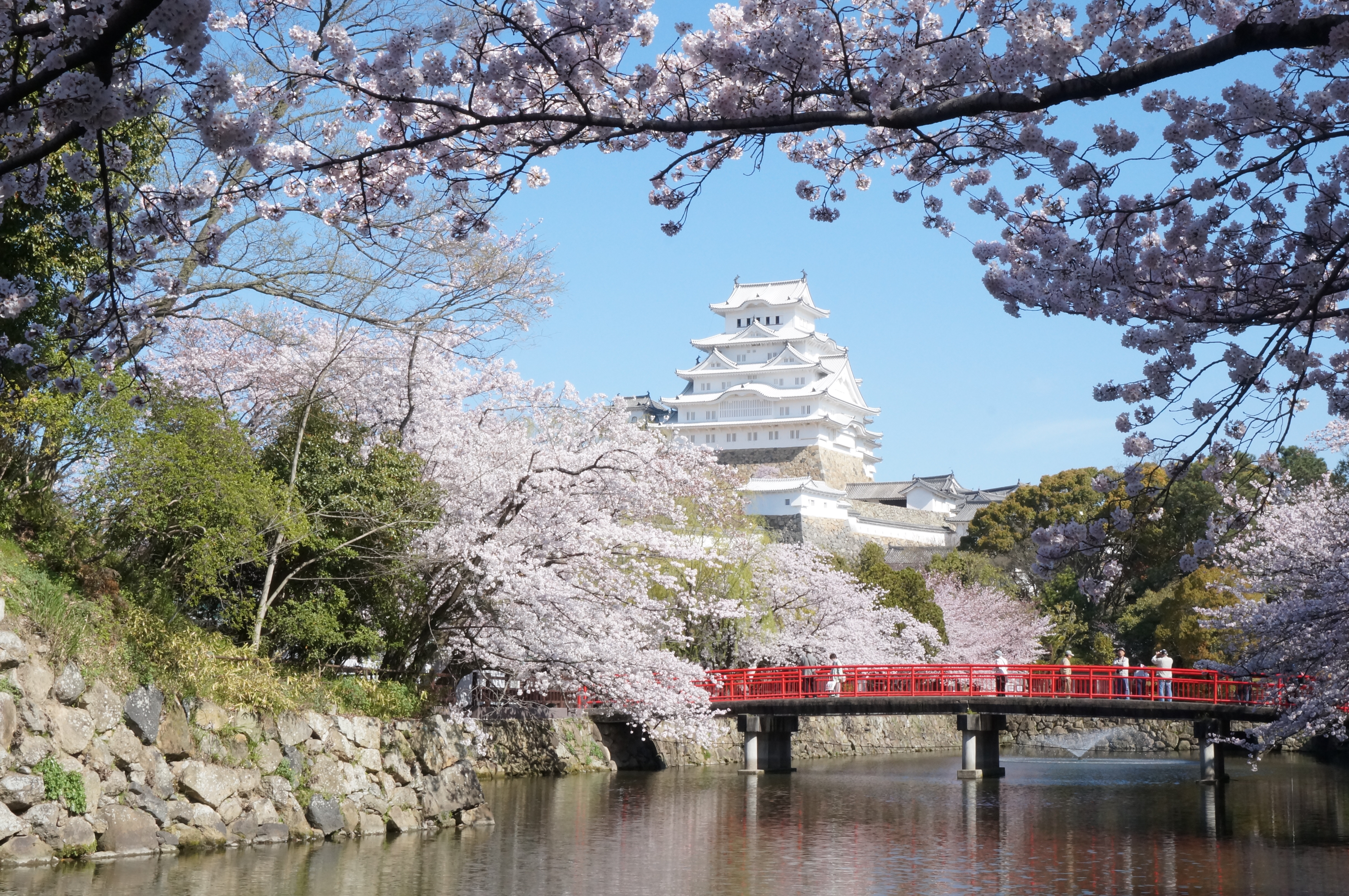
Himeji al bosquet de cirerers en flor
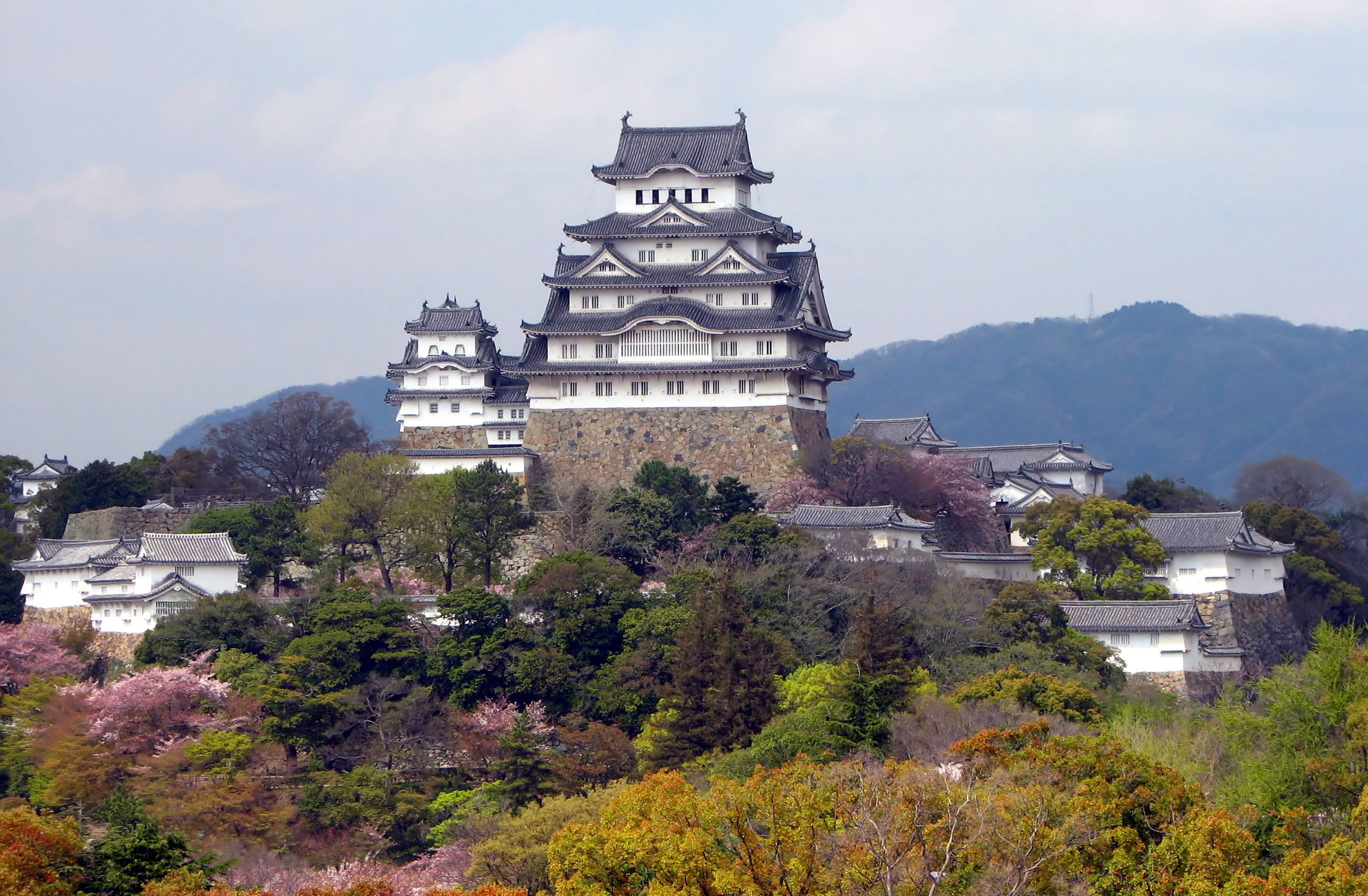
Castell de Himeji des del davant
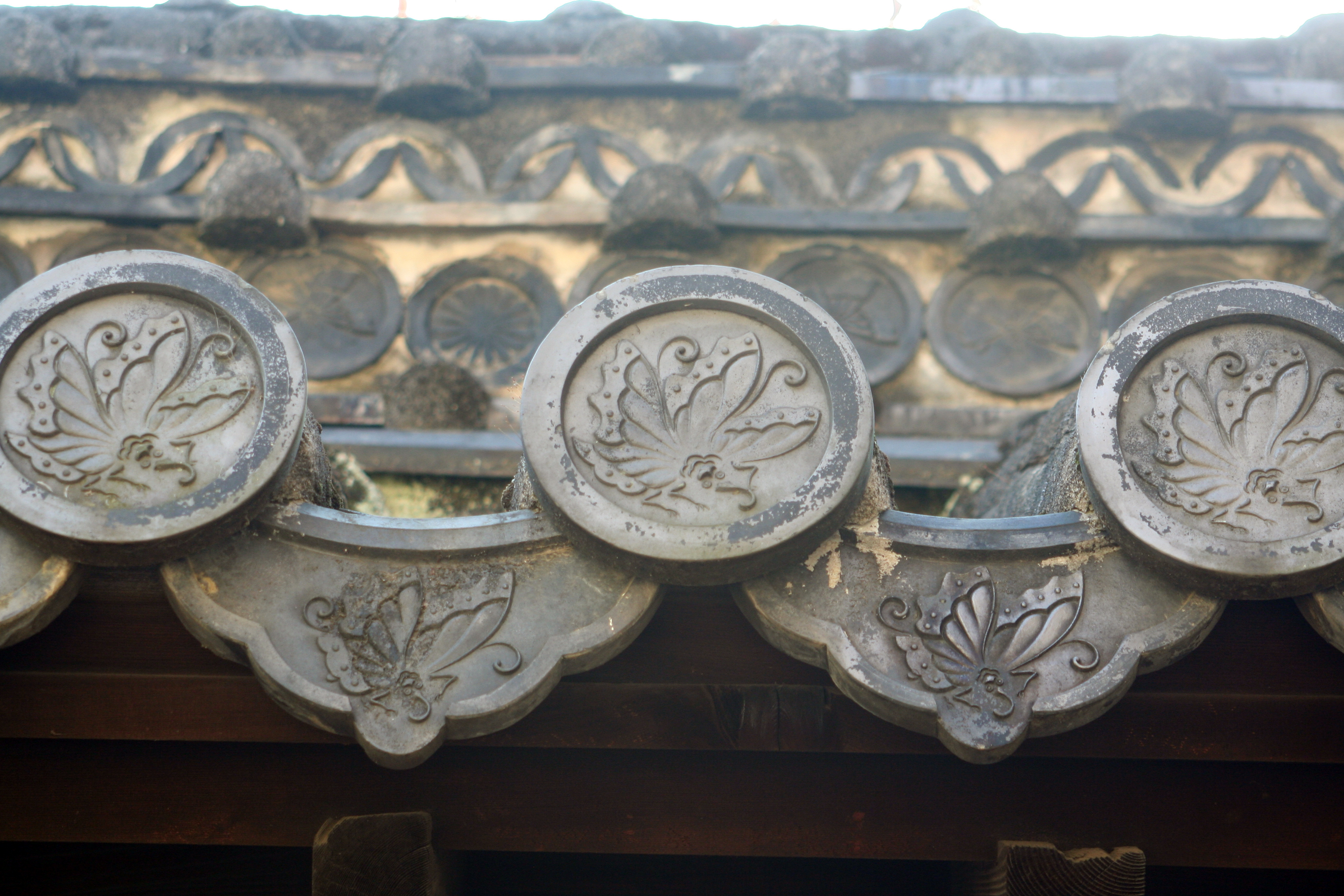
Escut de la família Ikeda Terumasa Braços a la canaleta de la teulada
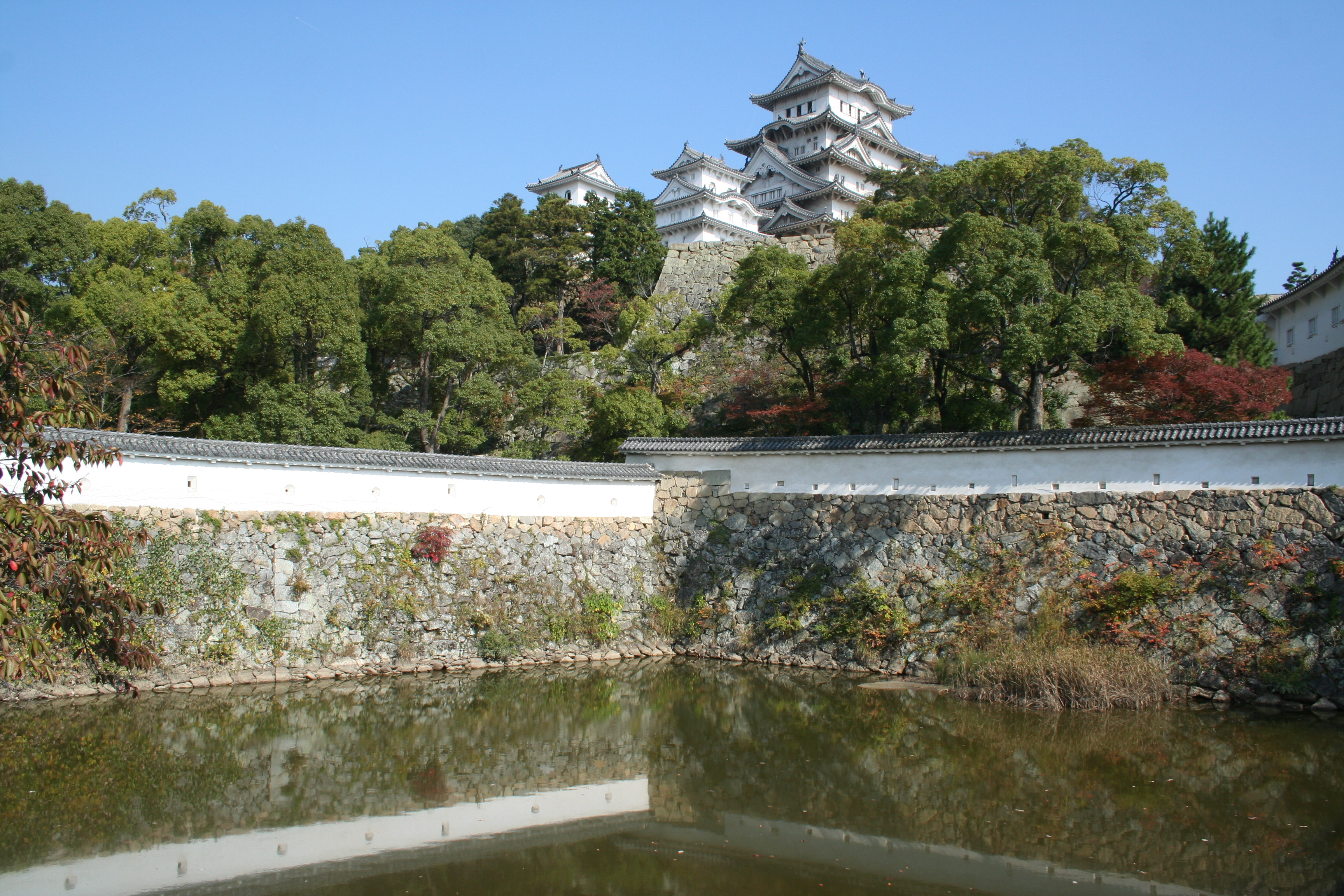
Fossat dels Tres Districtes
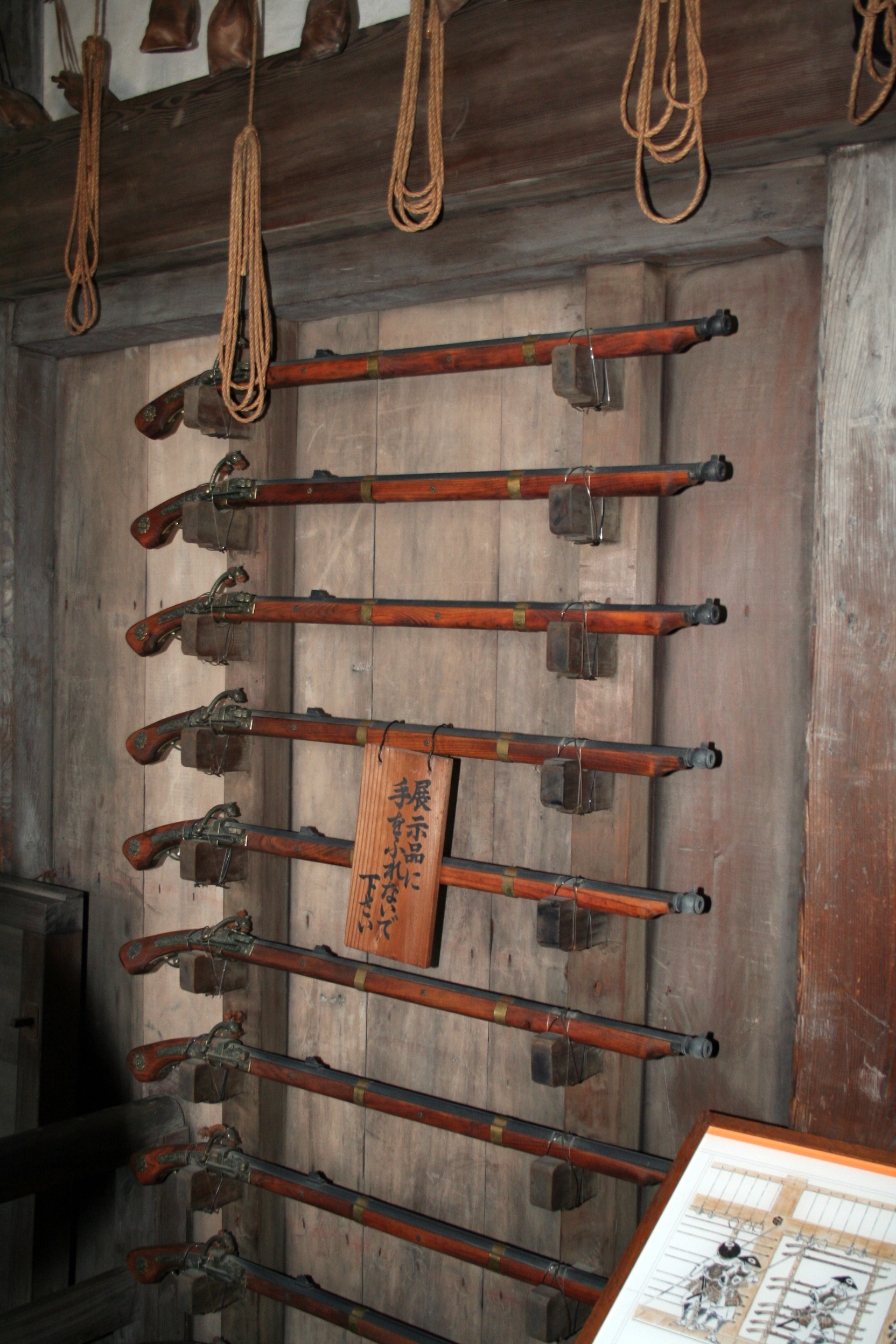
Prestatgeria d'armes del castell
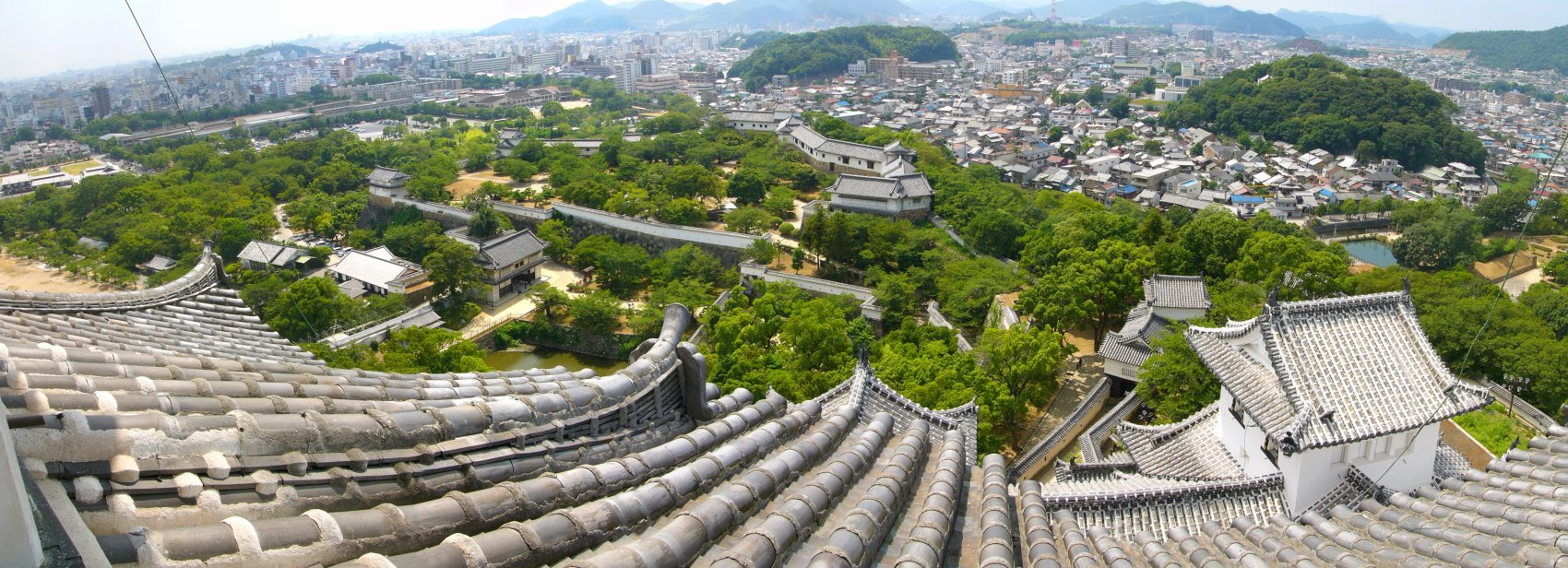
Panorama del complex de Himeji des de la torre principal
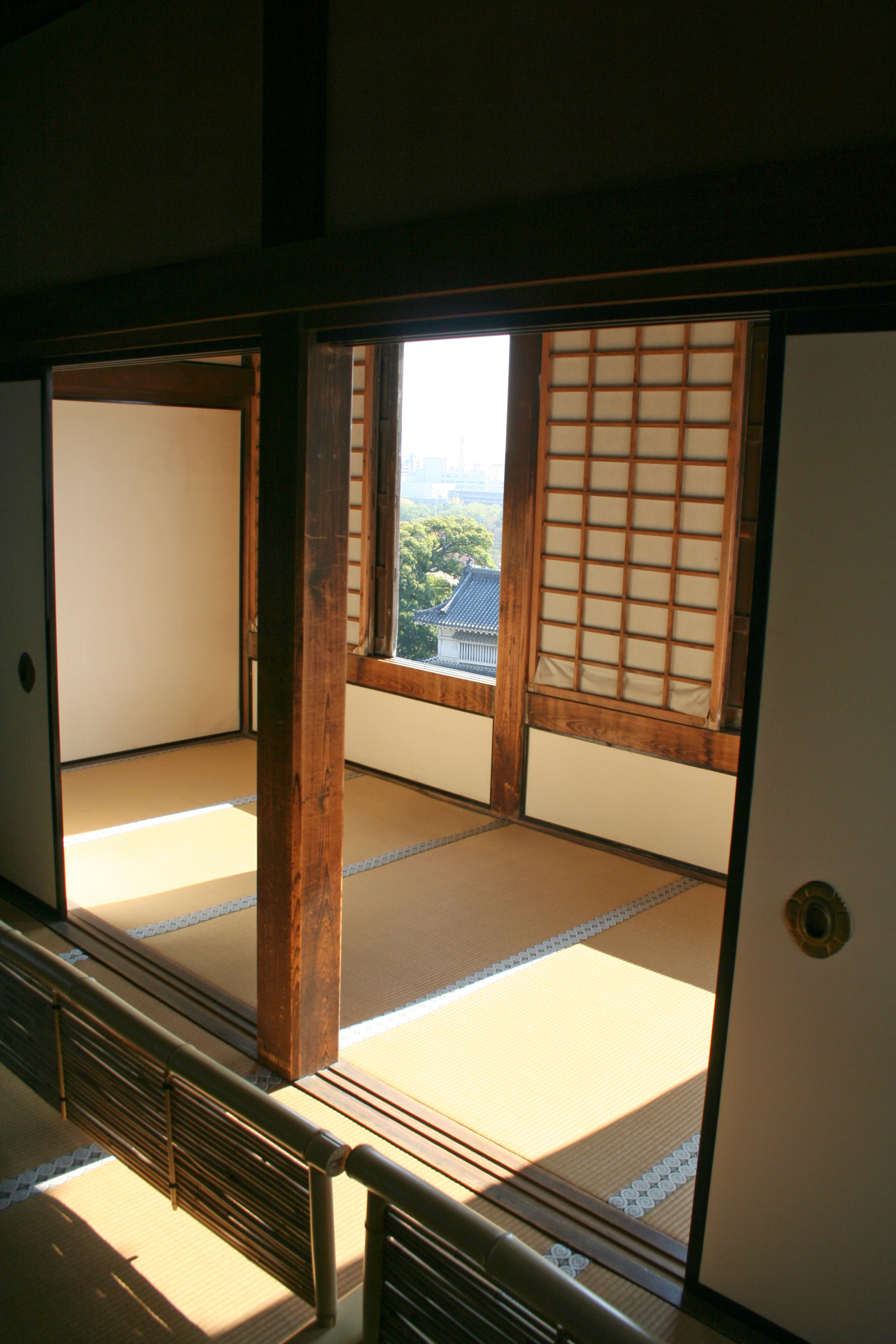
Habitació a la part superior de la Torre Tenshu

Vistes de l’interior

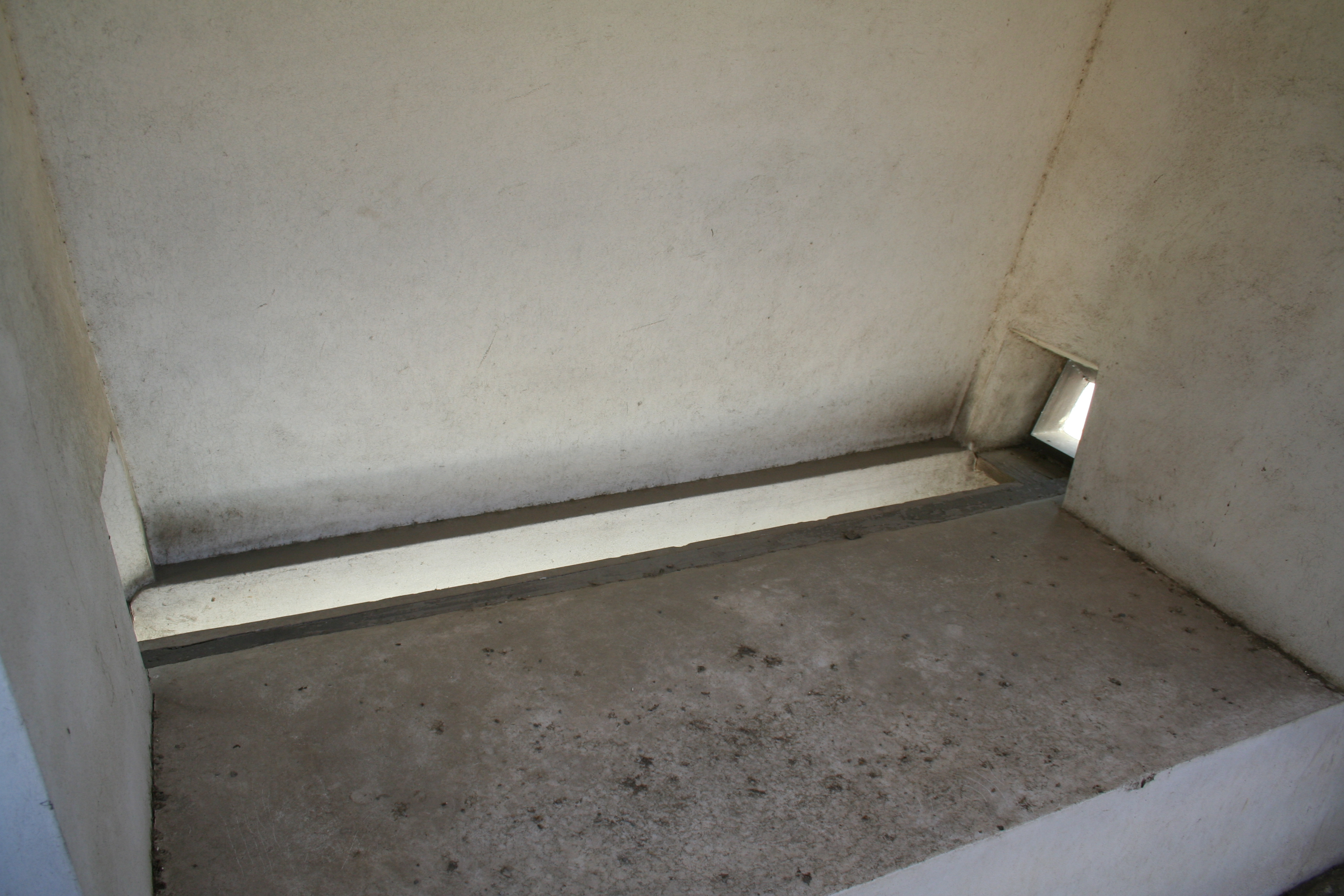
Una finestra de pedra 石落窓
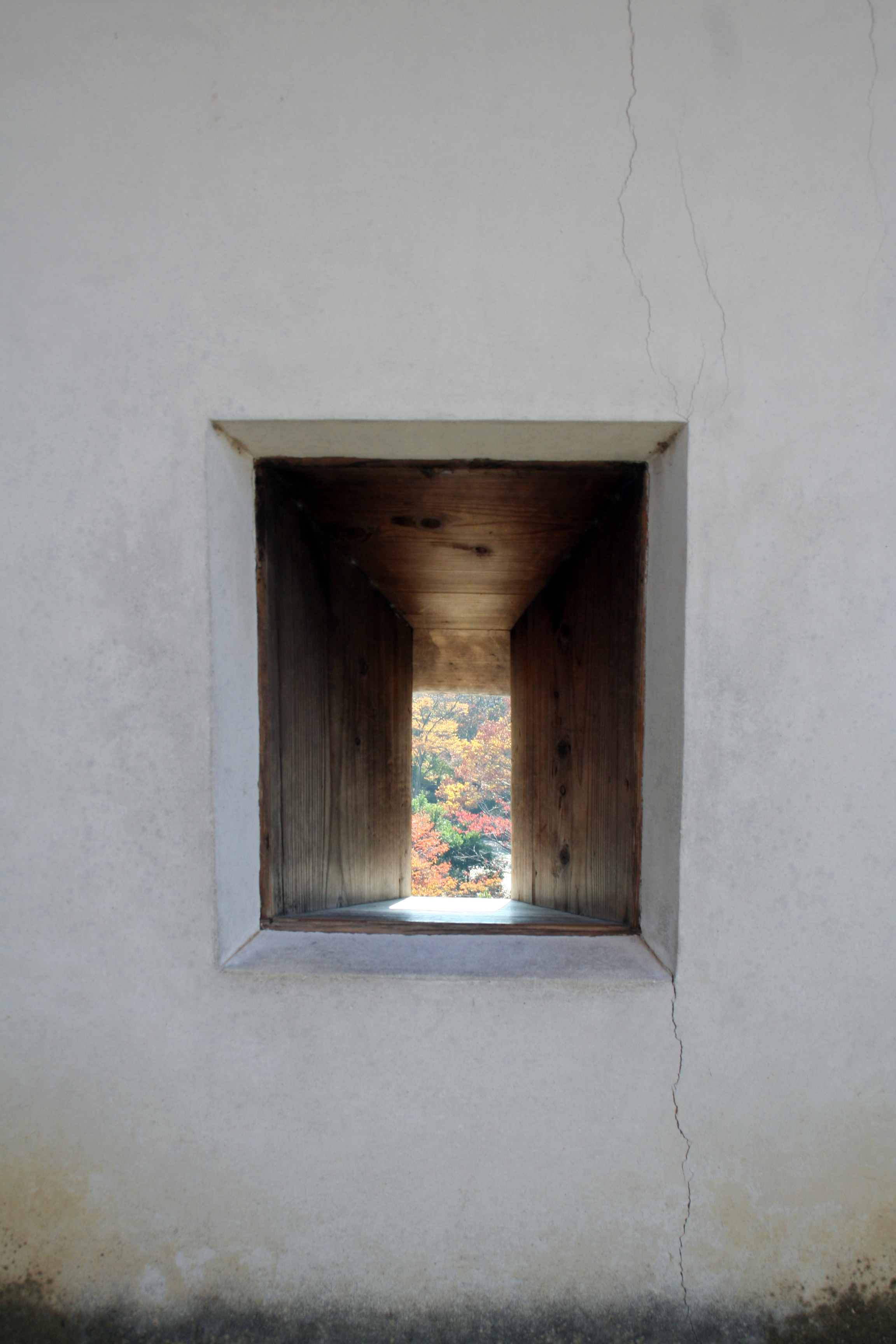
Una finestra per a un arquer
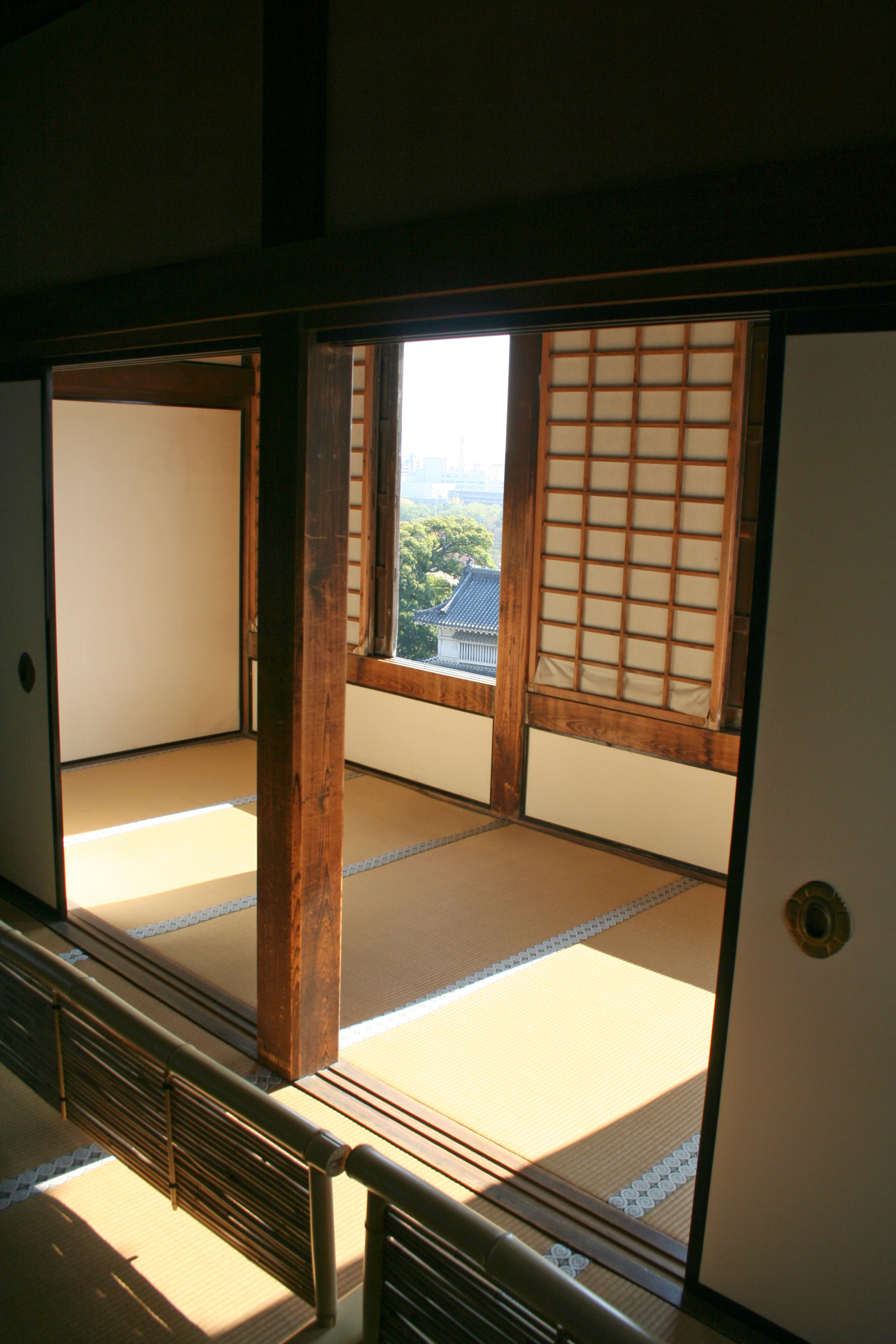
Una habitació interior amb estores de tatamis
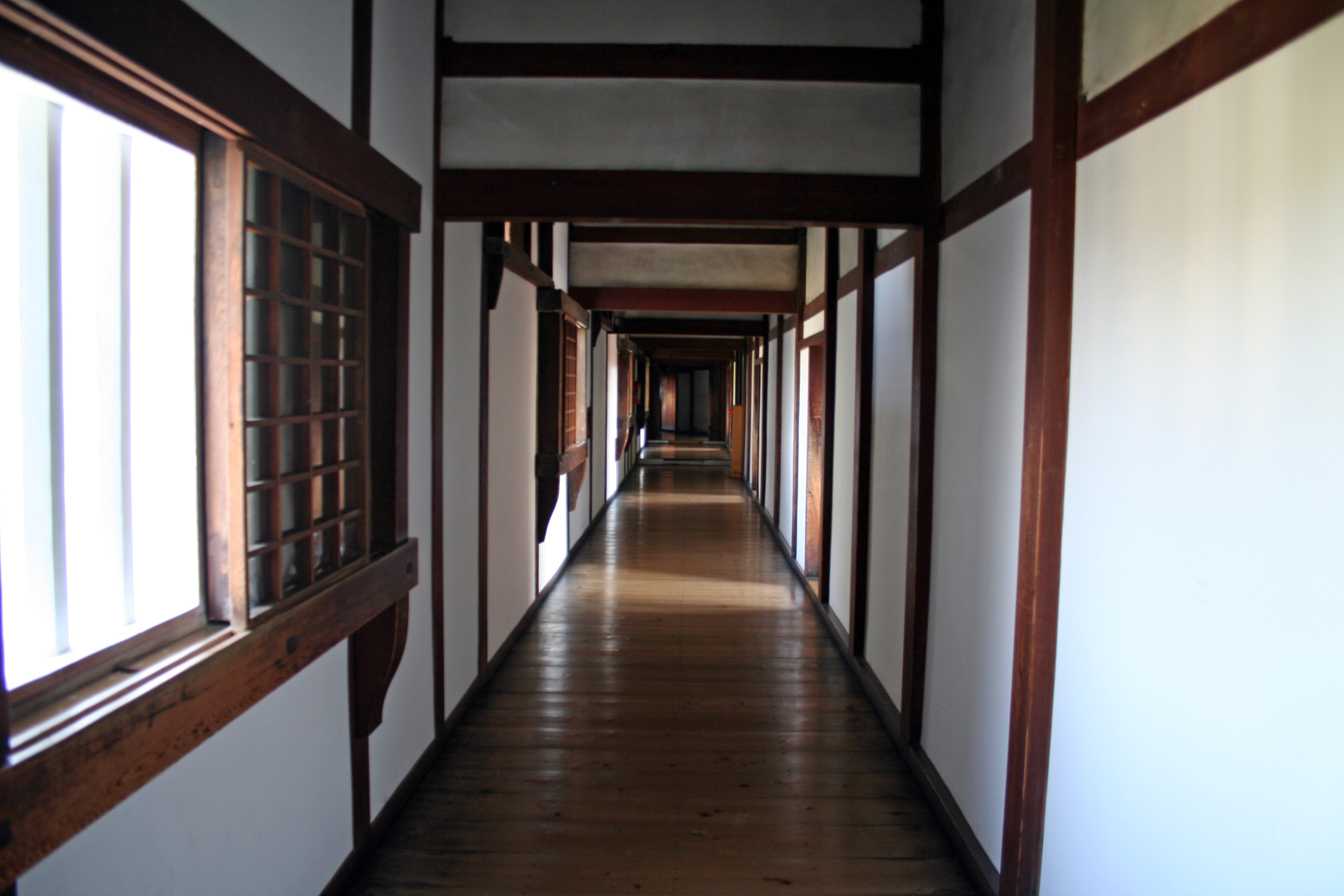
Un passadís
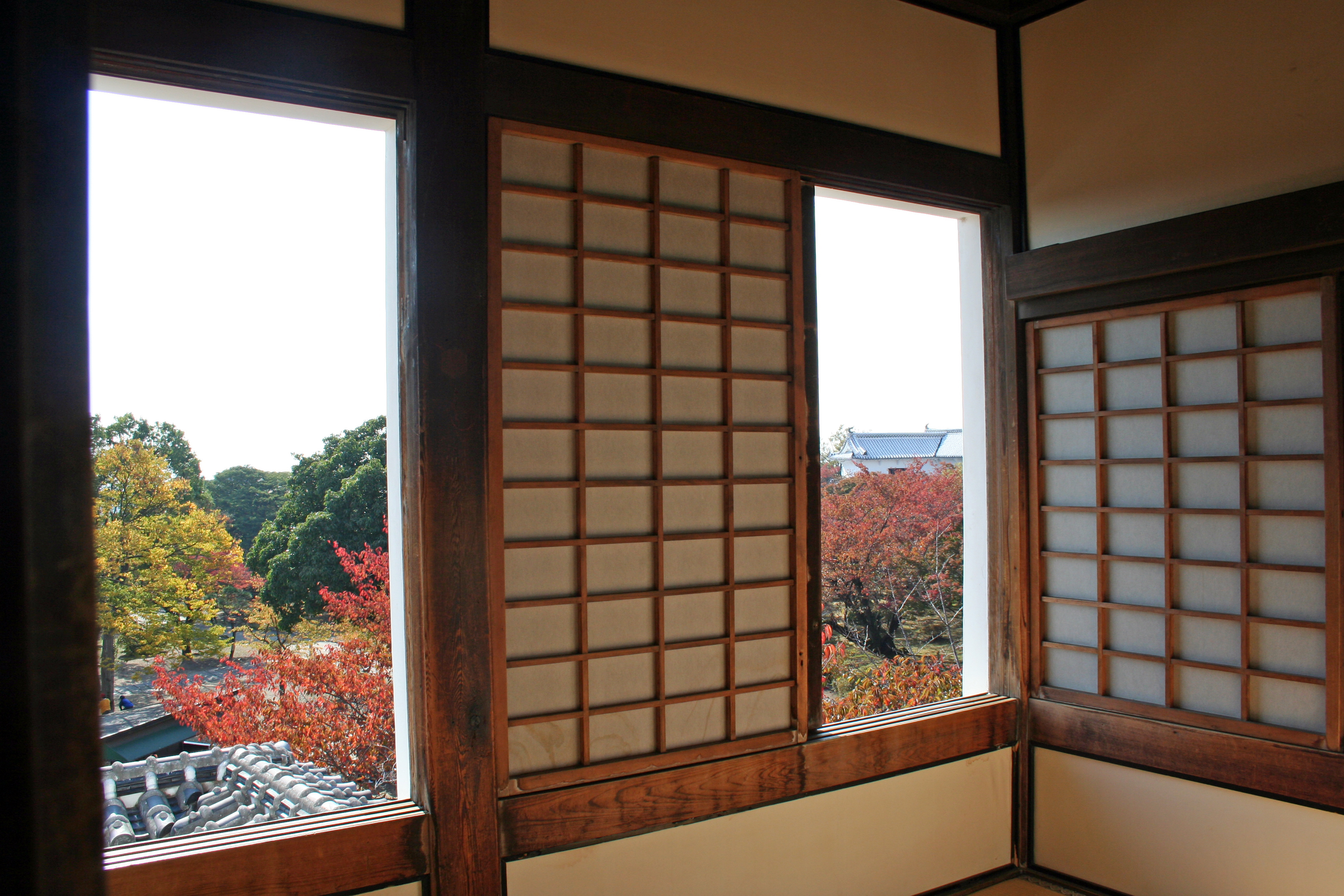
Finestres del castell
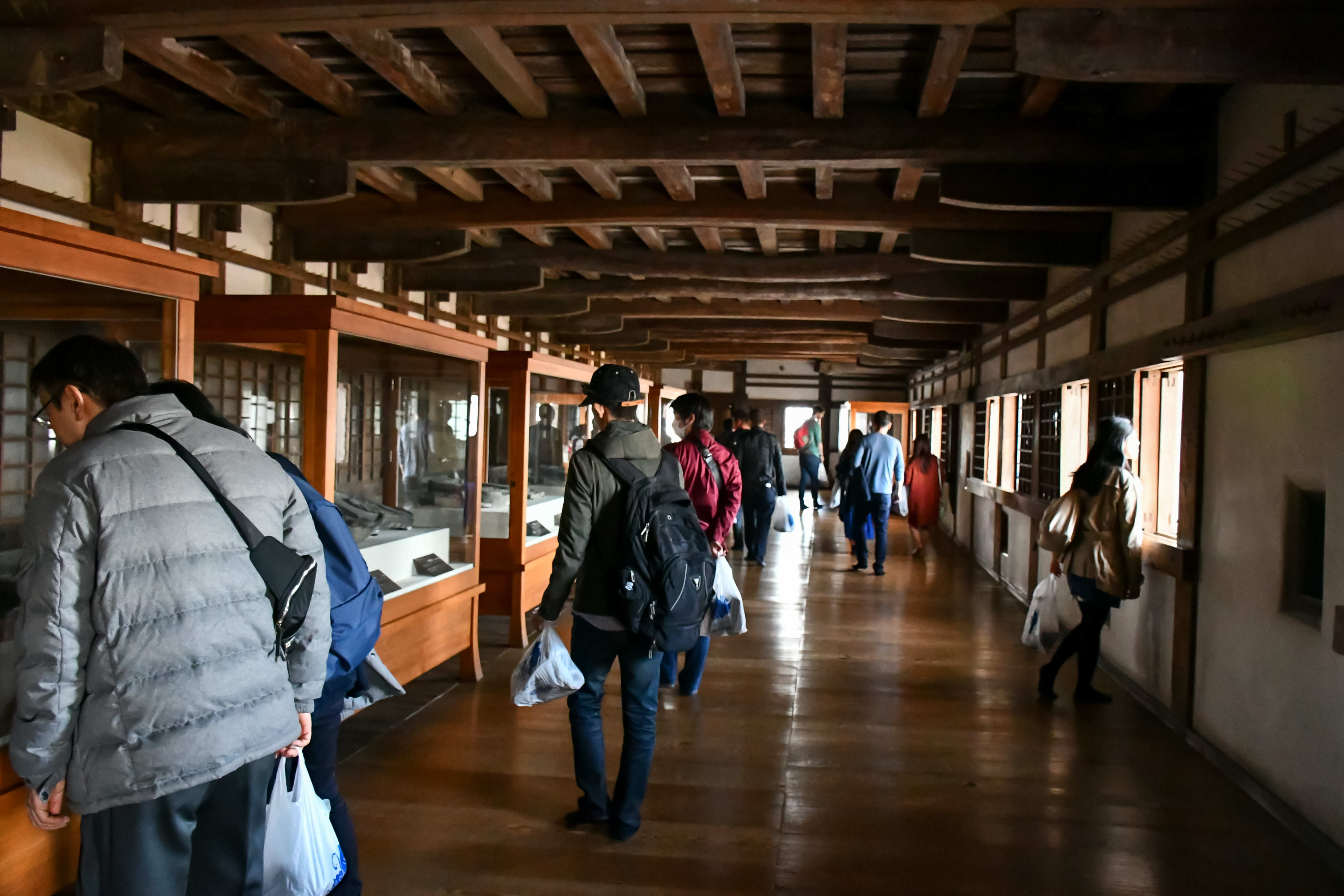
Passadís amb exposicions
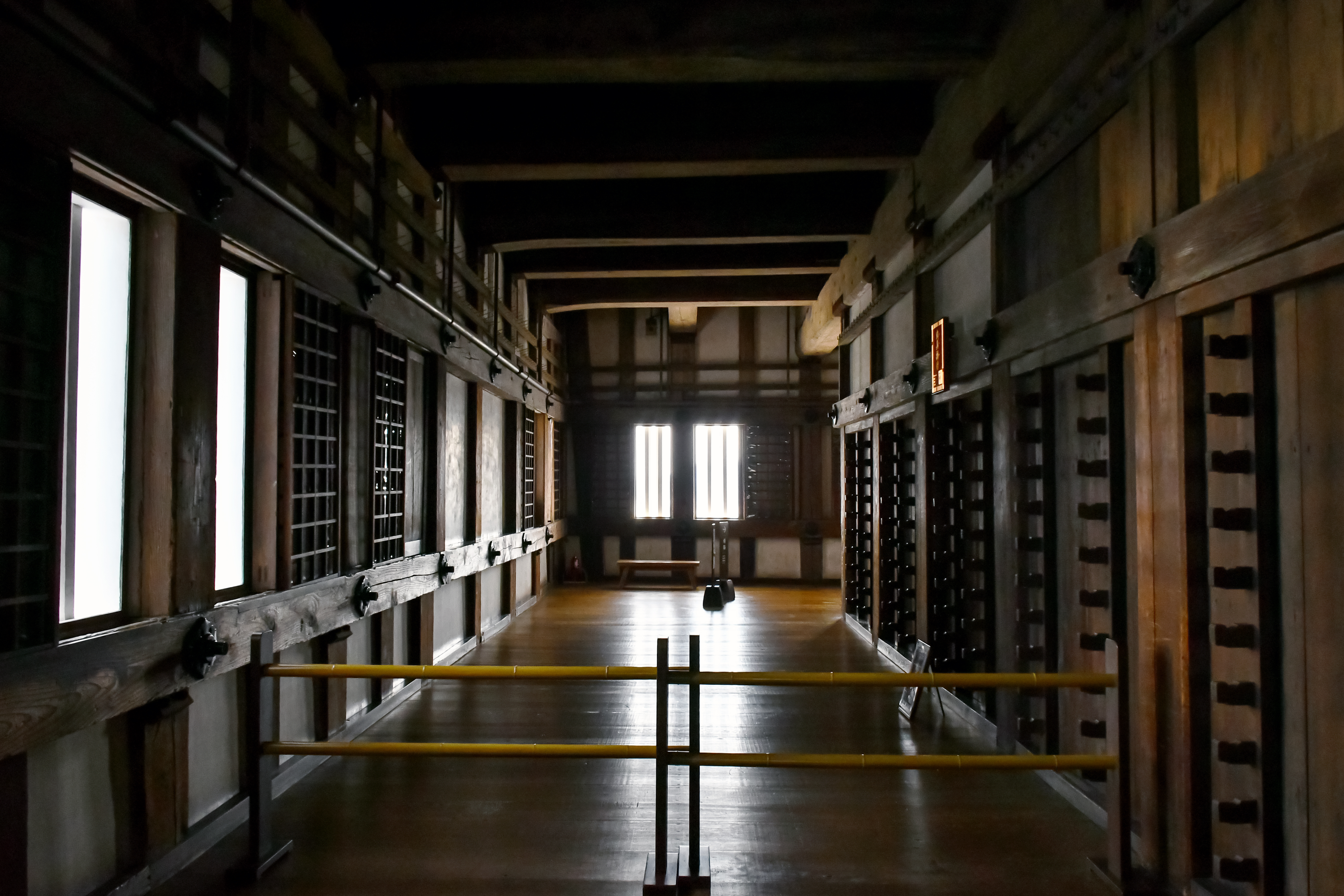
Un passadís
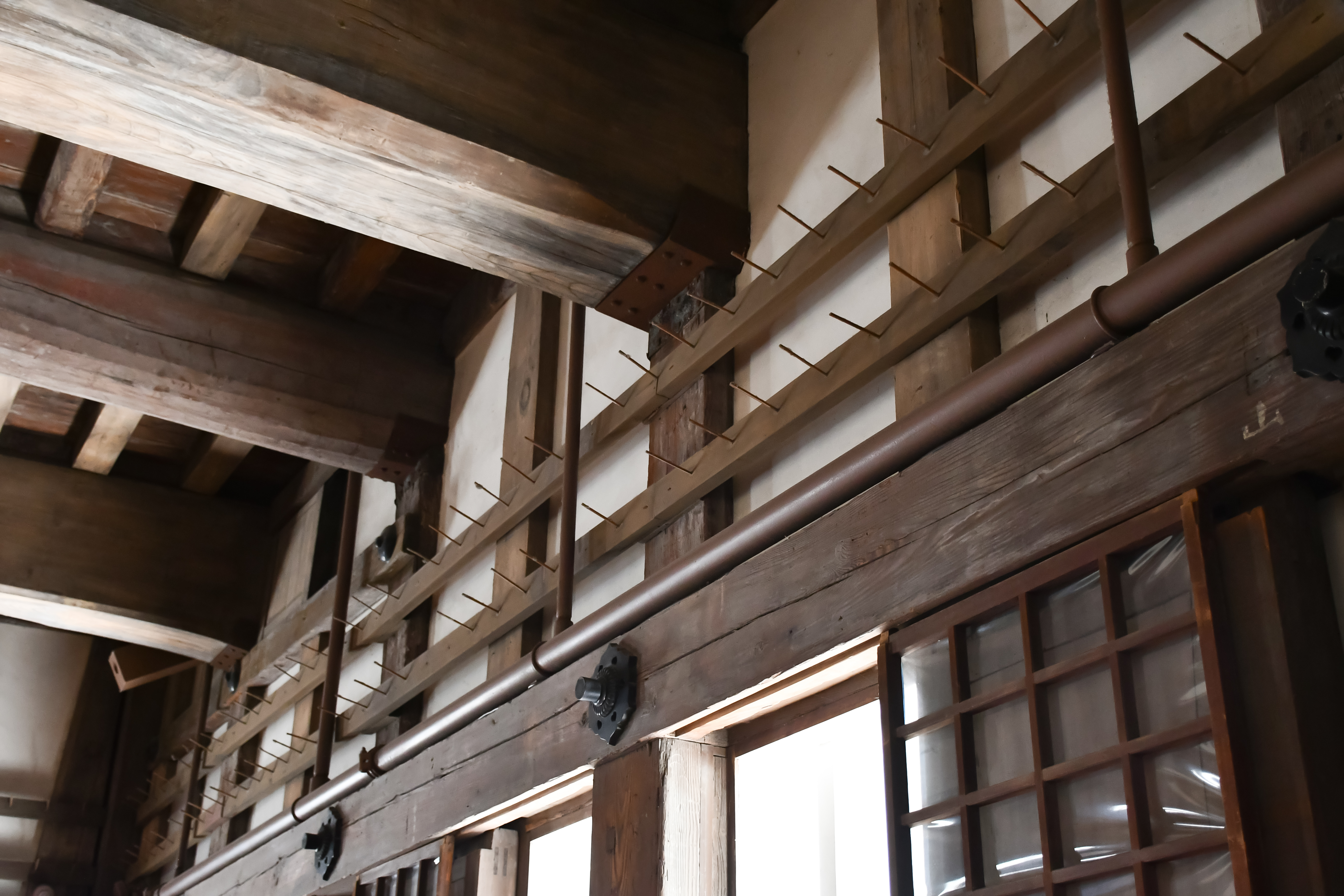
Suport d'armes